# Zane Weir
Zane Sean Weir (ur. 7 września 1995 w Amanzimtoti) – włoski lekkoatleta południowoafrykańskiego pochodzenia specjalizujący się w pchnięciu kulą.
Do lutego 2020 reprezentował RPA. Otrzymał zgodę na reprezentowanie Włoch ze względu na włoskie pochodzenie jego dziadka ze strony matki.
W 2021 zajął 5. miejsce w finale igrzysk olimpijskich w Tokio. Złoty medalista halowych mistrzostw Europy w 2023 w Stambule.
Medalista mistrzostw Włoch i RPA oraz reprezentant kraju w pucharze Europy w rzutach.
Rekord życiowy: stadion – 22,44 (3 września 2023, Padwa); hala – 22,06 (3 marca 2023, Stambuł) były rekord Włoch.

## Osiągnięcia
| Rok  | Impreza                   | Miejsce   | Pozycja     | Wynik |
| ---- | ------------------------- | --------- | ----------- | ----- |
| 2021 | Puchar Europy w rzutach   | Split     | 7. miejsce  | 20,07 |
| 2021 | Igrzyska olimpijskie      | Tokio     | 5. miejsce  | 21,41 |
| 2022 | Halowe mistrzostwa świata | Belgrad   | 6. miejsce  | 21,67 |
| 2022 | Puchar Europy w rzutach   | Leiria    | 1. miejsce  | 21,99 |
| 2023 | Halowe mistrzostwa Europy | Stambuł   | 1. miejsce  | 22,06 |
| 2023 | Puchar Europy w rzutach   | Leiria    | 3. miejsce  | 20,98 |
| 2023 | Mistrzostwa świata        | Budapeszt | 11. miejsce | 19,99 |
| 2024 | Halowe mistrzostwa świata | Glasgow   | 4. miejsce  | 21,85 |
| 2024 | Puchar Europy w rzutach   | Leiria    | 1. miejsce  | 21,55 |
| 2024 | Mistrzostwa Europy        | Rzym      | 11. miejsce | 19,70 |
| 2024 | Igrzyska olimpijskie      | Paryż     | 11. miejsce | 20,24 |
| 2025 | Halowe mistrzostwa Europy | Apeldoorn | 8. miejsce  | 19,57 |
| 2025 | Halowe mistrzostwa świata | Nankin    | 8. miejsce  | 20,63 |